# Cella di Lucas
La cella di Lucas è un tipo di rivelatore a scintillazione. Si utilizza per filtrare da un campione di gas le particelle radioattive presenti, attraverso l'uso di speciali filtri. Successivamente si contano i decadimenti radioattivi.
L'interno della cella è rivestito con solfuro di zinco ZnS(Ag), un composto chimico che emette luce quando colpito dalle particelle alfa. Alla sommità della cella si trova un tubo fotomoltiplicatore che conteggia i fotoni emessi ed è collegato ad un registratore di dati.

## Misure di radon
La cella di Lucas si può utilizzare per le misure di concentrazione di gas radon in aria. Il radon è un gas radioattivo ed inerte. I prodotti di decadimento del radon, a loro volta radioattivi, penetrano nei tessuti polmonari e lì possono provocare nel tempo un innesco di un processo carcinogeno.